# Gheorghe Gheorghiu-Dej
 (juillet 2017).
Si vous disposez d'ouvrages ou d'articles de référence ou si vous connaissez des sites web de qualité traitant du thème abordé ici, merci de compléter l'article en donnant les références utiles à sa vérifiabilité et en les liant à la section « Notes et références ».
Pour les articles homonymes, voir Gheorghiu.
Pour la ville de Roumanie nommée anciennement Gheorghe Gheorghiu-Dej, voir Onești.
Gheorghe Gheorghiu-Dej , né le 8 novembre 1901 à Bârlad et mort le 19 mars 1965 à Bucarest, est un homme d'État roumain. Il fut le dirigeant communiste de la République populaire roumaine de 1947 jusqu'à sa mort en 1965.

## Biographie

### Chef de la faction de la prison
Gheorghiu-Dej rejoint le Parti communiste roumain en 1930. Cheminot, il est arrêté du fait de sa participation à la grève de Grivița (en) (1933) et incarcéré à la prison de Doftana en 1933. En 1936 il est élu au Comité central du parti et devient chef de la « faction de la prison » du parti (c'est-à-dire des membres du parti qui ont été incarcérés par le régime fasciste, en opposition à ceux qui vivaient en exil en Union soviétique). Il est libéré du camp d'internement de Târgu Jiu le 24 août 1944.

### Prise du pouvoir face à la faction moscovite
Il devient secrétaire général du parti en 1945, mais ne consolide son pouvoir qu'en 1952 en évinçant Ana Pauker et la « faction moscovite » du parti. Ana Pauker était la dirigeante non officielle du parti depuis la fin de la Seconde Guerre mondiale. Gheorghiu-Dej est aussi l'un des instigateurs de l'assassinat de Ştefan Foriş en 1946 et de l'arrestation de Lucreţiu Pătrăşcanu en 1948, deux de ses rivaux au sein du parti.

### Années de fer
Gheorghiu-Dej, stalinien enthousiaste, est troublé par la déstalinisation de Nikita Khrouchtchev. Il est l'architecte de la politique étrangère et économique indépendante de la Roumanie au sein du Pacte de Varsovie à la fin des années 1950. En 1958, il obtient de Nikita Khrouchtchev le retrait des troupes de l'armée rouge stationnées en Roumanie. Il crée l'équivalent roumain du Goulag soviétique et s'appuie sur la Securitate pour consolider son pouvoir. Il mène une déstalinisation limitée et un certain désengagement vis-à-vis du bloc communiste pendant la période de déstalinisation de Moscou. Nicolae Ceaușescu, présenté comme son dauphin, lui succédera en 1965 à la tête du Parti communiste de Roumanie.

### Rôle particulier de la Roumanie au sein du pacte de Varsovie
À la fin de sa vie, Gheorghiu-Dej établit des relations diplomatiques avec les États-Unis et les pays occidentaux. Ces étapes sont largement encouragées par les autorités américaines et par le président Lyndon B. Johnson, qui fait de la Roumanie en 1963 un pays communiste privilégié. C'est l'époque de la mise en oeuvre du projet de site sidérurgique géant qui fait apparaitre a Roumanie en "troisième force" entre l'Est et l'Ouest  ArcelorMittal Galați#car s'opposant à Moscou au sujet de la création du combinat de Galati.

## Historique
Son bras droit est Gheorghe Gaston Marin (en), vice-président du gouvernement, qui renoue les relations politiques et économiques entre la Roumanie, les États-Unis et les pays occidentaux pendant la Guerre froide en 1963. Marin est le dernier soutien de Gheorghiu-Dej à être écarté du gouvernement en 1982 par Nicolae Ceaușescu et émigre plus tard vers Israël en 1989.

### Fin de vie
Gheorghiu-Dej meurt en 1965 d'un cancer du poumon à Bucarest. Des rumeurs indémontrables au sein du Parti prétendent qu'il aurait été empoisonné à Moscou lors d'une visite, du fait de sa relative indépendance politique.
Il a été enterré dans un mausolée grandiose dans le parc de la Liberté de Bucarest. En 1990, après la chute de la dictature communiste, sa dépouille en est sortie et inhumée dans le cimetière Bellu[réf. nécessaire] de Bucarest.